# Kloster Pansath

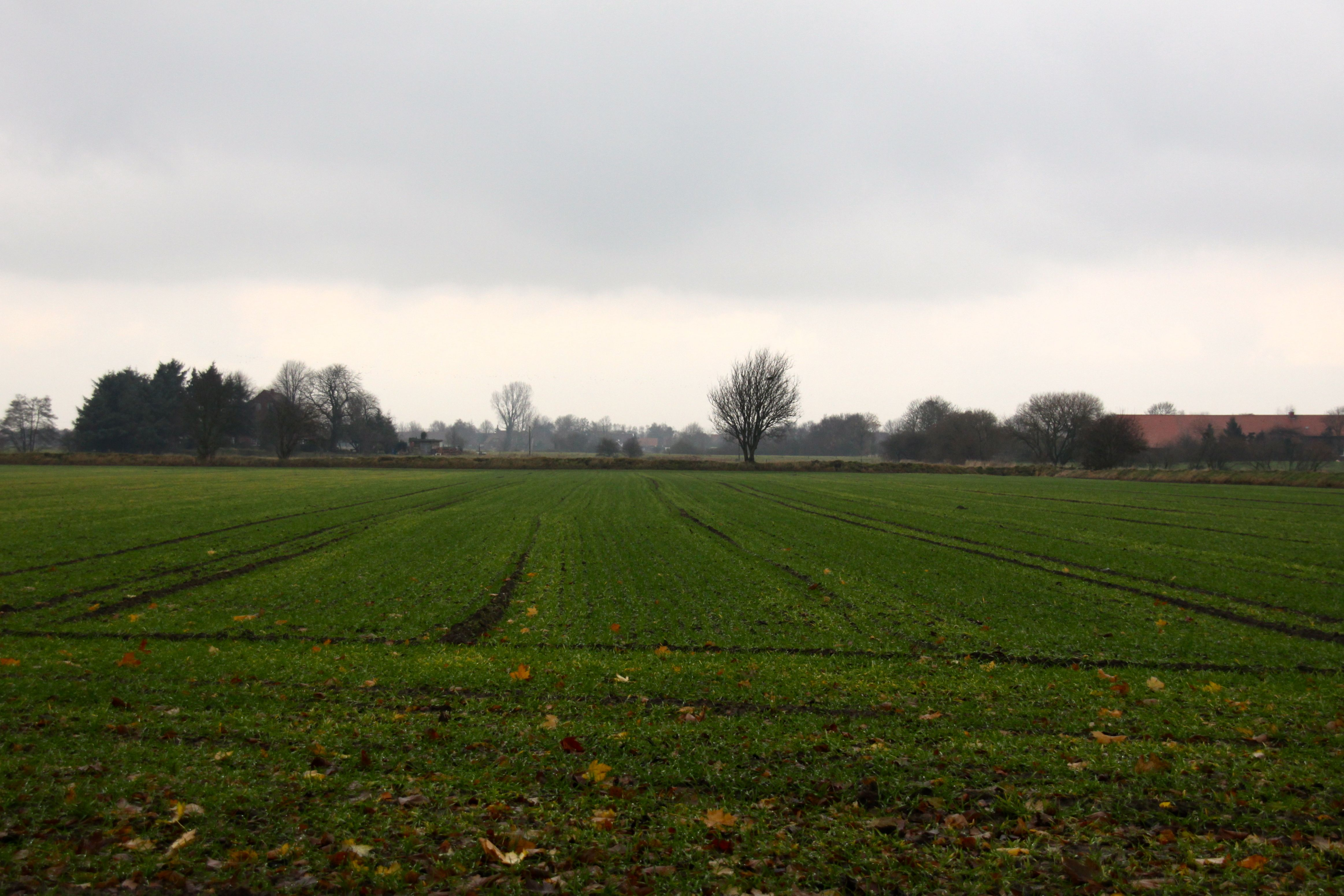
Blick auf die Klosterwüstung

Kloster Pansath ist ein ehemaliges Kloster (heute eine Hofstelle) in der Gemeinde Holtgast, Samtgemeinde Esens, in Niedersachsen. Der Name des Klosters setzt sich zusammen aus dem altfriesisch/mittelniederdeutschen Worten „Panne“ (Pfanne) sowie „Sate“ (Niederlassung). Vermutlich soll damit die Lage in einer Niederung zum Ausdruck gebracht werden.

## Geschichte
Große Teile der Geschichte Pansaths sind unbekannt. Archiv und Klosterbibliothek sind bis auf geringe Reste zerstört. 1420 wird Pansath als Benediktinerkloster unter Abt Heinrich genannt, dem auch Kloster Marienkamp unterstand. Möglicherweise bildeten beide von Beginn an ein Doppelkloster, dessen Nonnen in Pansath lebten, während die Mönche in Marienkamp untergebracht waren. Spätestens 1421 unterstellte Abt Heinrich Pansath und Kloster Marienkamp den Augustinerchorherren, die Marienkamp zu ihrem Hauptsitz machten und fortan in Pansath nur ein landwirtschaftliches Vorwerk betrieben. Der Flächenbesitz betrug rund 265 Hektar im Umfeld der Niederlassung. Um 1425 wollte ein Prior Pansath wieder zu einem eigenständigen Kloster machen. Dieser Plan wurde aber nicht ausgeführt.
Im Zuge der Auseinandersetzungen mit den Grafen von Ostfriesland brannte der harlingerländische Häuptling, Junker Balthasar von Esens, Marienkamp im Jahre 1530 nieder und eignete sich dessen Güter an. Die Marienkamper Mönche zogen daraufhin nach Pansath. Dort muss ausreichend Bausubstanz vorhanden gewesen sein, um die Geistlichen aufzunehmen, weshalb Pansath wohl mehr als ein normales Vorwerk war. Im Jahre 1535 wurden die Augustiner dann im Zuge der Einführung der Reformation auch aus Pansath vertrieben. Die Flächen gelangten wohl sofort in den Besitz des ostfriesischen Grafen. Diese verkauften die Ländereien umgehend an Privatleute, die darauf fünf Höfe errichteten. Wann die Gebäude abgerissen wurden, ist ebenso unbekannt, wie das Kloster einst ausgesehen hat. Ausgrabungen fanden bis dato nicht statt.
Im Boden sollen sich noch Fundamente in der Ausdehnung von 60 mal 60 Schritt befinden und etwa 300 Meter nordwestlich der Klosterstelle blieb der ehemalige Pansather Fischteich als Eingrabung im Grünland erhalten.

## Wirtschaftstätigkeit
Der Flächenbesitz des Klosters betrug insgesamt rund 265 Hektar. Zum großen Teil bestanden diese Ländereien aus Geestböden minderer Qualität oder waren so tiefliegend, dass sie während des ganzen Winters nicht nutzbar waren und im Sommer zur Heugewinnung dienten. Nach der Reformation fiel der Besitz wohl an die Grafen von Ostfriesland.